# Лоренсо IV Суарес де Фигероа-и-Кордова
Лоренсо IV Суарес де Фигероа-и-Кордова (исп. Lorenzo IV Suárez de Figueroa y Córdoba; 28 сентября 1559, Мехелен — 27 января 1607, Неаполь) — испанский аристократ и государственный деятель, 2-й герцог Ферия (1571—1606) и 1-й маркиз Вильяльба (1567—1607). Последний титул был подарен королем Филиппом II наследникам дома Ферия.

## Биография

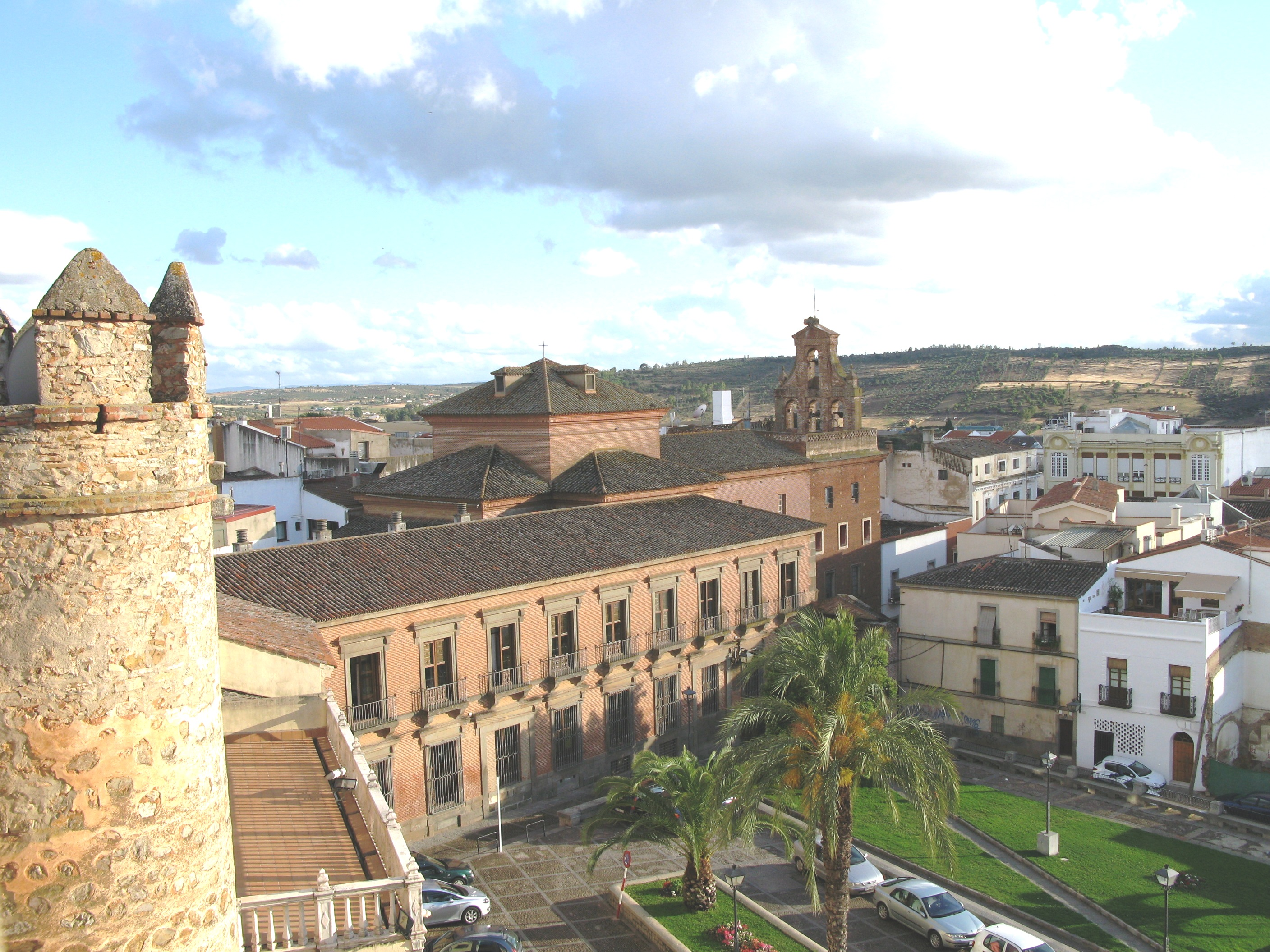
Расширение дворца Каса-де-Ферия в Сафре в герцогский период

Он родился 28 сентября 1559 года в Мехелене (Нидерланды). Единственный сын Гомеса III Суареса де Фигероа-и-Кордова, 1-го герцога Ферия (1523—1571), так как его брат Педро, родившийся в Сафре в 1565 году, умер на трех месяцах жизни. Когда его отец умер в 1571 году, ему было всего двенадцать лет, и он еще не получил должного придворного образования, о чем позаботились его мать, Джейн Дормер, которая также привила ему свой глубокий католицизм, и его дядя, епископ Сигуэнсы.
Самый развратный из всей линии престолонаследия, с репутацией галантного (лучшая пара на данный момент для женщин, выходящих замуж) и сварливого, вплоть до того, что его дважды арестовывали по приказу короля. Он служил Филиппу II и Филиппу III в качестве посла в Риме (1591—1592) во времена папы Климента VIII, от которого он получил реликвии и индульгенции, чрезвычайного посла во Франции (1593—1595), вице-короля и генерал-капитана Каталонии (1596—1602), вице-короля Сицилии (1603—1607). Он покровительствовал поэтам и гуманистам, особенно поэту Энрике Куку и гуманисту Педро де Валенсии.
В 1577 году он женился первым браком на Изабель де Карденас, дочери Бернардино Манрике де Лары, маркиза де Эльче, и Хуаны де Португаль, которая умерла вскоре после женитьбы. В 1581 году вторым браком он женился на Беатрис Альварес де Толедо, дочери герцога Альбы. Его третьей супругой в 1586 году стала Изабель де Мендоса, дочь 5-го герцога Инфантадо, которая подарила ему наследника (1587 г.) и заставила его окончательно оформить имущество, что позволило ему отныне посвятить себя своим важным политическим задачам, но не достигнув той высоты и блеска, которых достиг его отец.
2-й герцог Ферия скончался в 1607 году, после 17 лет вдовства, в резиденции вице-короля Неаполя. Он похоронен в погребальной или герцогской часовне монастыря Санта-Мария-дель-Валье-де-Сафра, часовню, которую он сам приказал построить в первой половине XVII века.
Ему наследовал его сын от третьего брака, Гомес IV Суарес де Фигероа-и-Кордова (1587—1634).